# Michael Patrick Kelly/Diskografie
Diese Diskografie ist eine Übersicht über die musikalischen Werke des irisch-US-amerikanischen Sängers, Musikers und Komponisten Michael Patrick Kelly sowie seines Pseudonyms Paddy Kelly. Den Schallplattenauszeichnungen zufolge hat er bisher mehr als 7,9 Millionen Tonträger verkauft. Seine erfolgreichste Veröffentlichung ist die Autorenbeteiligung Where Are You Now (Lost Frequencies feat. Calum Scott) mit über 5,1 Millionen verkauften Einheiten.

## Alben

### Studioalben
| Jahr                      | Titel Musiklabel                  | Höchstplatzierung, Gesamtwochen, AuszeichnungChartplatzierungen (Jahr, Titel, Musiklabel, Platzierungen, Wochen, Auszeichnungen, Anmerkungen) | Höchstplatzierung, Gesamtwochen, AuszeichnungChartplatzierungen (Jahr, Titel, Musiklabel, Platzierungen, Wochen, Auszeichnungen, Anmerkungen) | Höchstplatzierung, Gesamtwochen, AuszeichnungChartplatzierungen (Jahr, Titel, Musiklabel, Platzierungen, Wochen, Auszeichnungen, Anmerkungen) | Höchstplatzierung, Gesamtwochen, AuszeichnungChartplatzierungen (Jahr, Titel, Musiklabel, Platzierungen, Wochen, Auszeichnungen, Anmerkungen) | Anmerkungen                                                 |
| Jahr                      | Titel Musiklabel                  | DE | AT | CH | UK | Anmerkungen                                                 |
| ------------------------- | --------------------------------- | --- | --- | --- | --- | ----------------------------------------------------------- |
| als Paddy Kelly           |                                   | | | | |                                                             |
|                           |                                   | | | | |                                                             |
| 2003                      | In Exile Polydor (UMG)            | DE13 (5 Wo.)DE | AT49 (2 Wo.)AT | — | — | Erstveröffentlichung: 17. März 2003                         |
| als Michael Patrick Kelly |                                   | | | | |                                                             |
|                           |                                   | | | | |                                                             |
| 2015                      | Human Columbia Records (Sony)     | DE3 Gold · (17 Wo.)DE | AT16 (5 Wo.)AT | CH8 (11 Wo.)CH | — | Erstveröffentlichung: 15. Mai 2015 Verkäufe: + 100.000      |
| 2016                      | Ruah Believe Germany (Soulfood)   | DE12 (1 Wo.)DE | AT20 (1 Wo.)AT | CH57 (1 Wo.)CH | — | Erstveröffentlichung: 23. September 2016                    |
| 2017                      | iD Columbia Records (Sony)        | DE2 Platin · (94 Wo.)DE | AT7 (19 Wo.)AT | CH5 Gold · (51 Wo.)CH | — | Erstveröffentlichung: 16. Juni 2017 Verkäufe: + 210.000     |
| 2021                      | B.O.A.T.S Columbia Records (Sony) | DE2 Gold · (46 Wo.)DE | AT2 (11 Wo.)AT | CH2 Gold · (44 Wo.)CH | — | Erstveröffentlichung: 12. November 2021 Verkäufe: + 132.000 |

### Livealben
| Jahr | Titel Musiklabel                                 | Anmerkungen                                                            |
| ---- | ------------------------------------------------ | ---------------------------------------------------------------------- |
| 2013 | In Live – Solo & Unplugged Interdisc Media (IDM) | Erstveröffentlichung: 2013                                             |
| 2014 | In Live – Solo & Xplugged Interdisc Media (IDM)  | Erstveröffentlichung: 2014                                             |
| 2018 | iD Live Columbia Records (Sony)                  | Erstveröffentlichung: 26. Oktober 2018 Verkäufe werden iD hinzuaddiert |

## Singles

### Als Leadmusiker
| Jahr                      | Titel Album                                                                         | Höchstplatzierung, Gesamtwochen, AuszeichnungChartplatzierungen (Jahr, Titel, Album, Platzierungen, Wochen, Auszeichnungen, Anmerkungen) | Höchstplatzierung, Gesamtwochen, AuszeichnungChartplatzierungen (Jahr, Titel, Album, Platzierungen, Wochen, Auszeichnungen, Anmerkungen) | Höchstplatzierung, Gesamtwochen, AuszeichnungChartplatzierungen (Jahr, Titel, Album, Platzierungen, Wochen, Auszeichnungen, Anmerkungen) | Höchstplatzierung, Gesamtwochen, AuszeichnungChartplatzierungen (Jahr, Titel, Album, Platzierungen, Wochen, Auszeichnungen, Anmerkungen) | Anmerkungen                                                             |
| Jahr                      | Titel Album                                                                         | DE | AT | CH | UK | Anmerkungen                                                             |
| ------------------------- | ----------------------------------------------------------------------------------- | --- | --- | --- | --- | ----------------------------------------------------------------------- |
| als Paddy Kelly           |                                                                                     | | | | |                                                                         |
|                           |                                                                                     | | | | |                                                                         |
| 2003                      | Pray, Pray, Pray In Exile                                                           | DE13 (8 Wo.)DE | AT43 (5 Wo.)AT | — | — | Erstveröffentlichung: 3. Februar 2003                                   |
| 2003                      | When You Sleep In Exile                                                             | DE45 (3 Wo.)DE | AT70 (1 Wo.)AT | — | — | Erstveröffentlichung: 5. Mai 2003                                       |
| als Michael Patrick Kelly |                                                                                     | | | | |                                                                         |
|                           |                                                                                     | | | | |                                                                         |
| 2015                      | Shake Away Human                                                                    | — | — | CH50 (2 Wo.)CH | — | Erstveröffentlichung: 19. März 2015                                     |
| 2015                      | Beautiful Soul Human                                                                | — | — | — | — | Erstveröffentlichung: 11. September 2015                                |
| 2016                      | I Have Called You Ruah                                                              | — | — | — | — | Erstveröffentlichung: 26. August 2016                                   |
| 2016                      | Ruah                                                                                | — | — | — | — | Erstveröffentlichung: 9. September 2016                                 |
| 2017                      | Golden Age iD                                                                       | — | — | CH43 (1 Wo.)CH | — | Erstveröffentlichung: 19. Mai 2017                                      |
| 2017                      | Wir sind eins (Sagt ihr) Sing meinen Song – Das Weihnachtskonzert, Vol. 4 (Sampler) | — | — | — | — | Erstveröffentlichung: 24. November 2017 mit Moses Pelham                |
| 2018                      | Et voilà iD (Extended Version)                                                      | — | — | — | — | Erstveröffentlichung: 29. Juni 2018                                     |
| 2019                      | Bigger Life (Live) iD Live                                                          | — | — | — | — | Erstveröffentlichung: 22. November 2019                                 |
| 2020                      | Beautiful Madness B.O.A.T.S                                                         | DE42 Gold · (18 Wo.)DE | AT63 Platin · (5 Wo.)AT | CH13 ×2Doppelplatin · (33 Wo.)CH | — | Erstveröffentlichung: 1. Mai 2020 Verkäufe: + 310.000                   |
| 2021                      | Throwback B.O.A.T.S                                                                 | DE30 (9 Wo.)DE | AT47 Platin · (15 Wo.)AT | CH— GoldCH | — | Erstveröffentlichung: 11. Juni 2021 Verkäufe: + 90.000                  |
| 2021                      | Blurry Eyes B.O.A.T.S                                                               | DE45 (15 Wo.)DE | AT— GoldAT | CH26 Platin · (26 Wo.)CH | — | Erstveröffentlichung: 5. November 2021 Verkäufe: + 35.000               |
| 2021                      | The World B.O.A.T.S                                                                 | — | — | — | — | Erstveröffentlichung: 11. November 2021 feat. Ilse DeLange              |
| 2022                      | Best Bad Friend B.O.A.T.S. (Extended Edition)                                       | — | — | — | — | Erstveröffentlichung: 13. Mai 2022 feat. Rea Garvey                     |
| 2022                      | Wonders B.O.A.T.S (Extended Edition)                                                | DE— aDE | — | — | — | Erstveröffentlichung: 10. November 2022 Verkäufe: + 50.000; feat. Rakim |
| 2023                      | O.K.O B.O.A.T.S. (Extended Edition)                                                 | — | — | — | — | Erstveröffentlichung: 26. Mai 2023                                      |
| 2025                      | The One –                                                                           | — | — | — | — | Erstveröffentlichung: 22. April 2025                                    |

### Als Gastmusiker
| Jahr | Titel Album | Anmerkungen                                                                       |
| ---- | ----------- | --------------------------------------------------------------------------------- |
| 2025 | Rebellion – | Erstveröffentlichung: 14. Februar 2025 R3hab feat. Michael Patrick Kelly & Shaggy |

## Videoalben und Musikvideos

### Videoalben
| Jahr | Titel Musiklabel                                   | Anmerkungen                                                            |
| ---- | -------------------------------------------------- | ---------------------------------------------------------------------- |
| 2018 | iD Live – Video Collection Columbia Records (Sony) | Erstveröffentlichung: 26. Oktober 2018 Verkäufe werden iD hinzuaddiert |

### Musikvideos
| Jahr                      | Titel                               | Regie                          |
| ------------------------- | ----------------------------------- | ------------------------------ |
| als Paddy Kelly           |                                     |                                |
|                           |                                     |                                |
| 2003                      | Pray, Pray, Pray                    | Conchita Soarez, Bernard Wedig |
| 2003                      | When You Sleep                      | Bernard Wedig                  |
| als Michael Patrick Kelly |                                     |                                |
|                           |                                     |                                |
| 2015                      | Shake Away                          | Kim Frank                      |
| 2016                      | Lovehurricane                       | Andreas Z. Simon               |
| 2017                      | Golden Age                          | Baris Aladag                   |
| 2017                      | iD                                  |                                |
| 2017                      | Wir sind eins (Sagt ihr) (Band-Mix) | Katja Kuhl                     |
| 2018                      | Roundabouts                         | Kim Frank                      |
| 2018                      | Et voilà                            |                                |
| 2020                      | Beautiful Madness                   | Marvin Ströter                 |
| 2021                      | Throwback                           | Marvin Ströter                 |
| 2021                      | Blurry Eyes                         | Marvin Ströter                 |
| 2022                      | Best Bad Friend                     | Marvin Ströter                 |
| 2022                      | Wonders                             | Marvin Ströter                 |
| 2025                      | The One                             | Marvin Ströter                 |

## Autorenbeteiligungen und Produktionen
Kelly schreibt und produziert die meisten seiner Lieder selbst. Die folgende Tabelle beinhaltet Charterfolge, die Kelly als Autor und Produzent in Deutschland, Österreich, der Schweiz sowie dem Vereinigten Königreich feierte und an denen er nicht als Solointerpret beteiligt ist.
Michael Patrick Kelly als Autor (A) und Produzent (P) in den Charts

| Jahr | Titel Interpretation                                               | Höchstplatzierung, Gesamtwochen, AuszeichnungChartplatzierungen (Jahr, Titel, Interpretation, Platzierungen, Wochen, Auszeichnungen, Anmerkungen) | Höchstplatzierung, Gesamtwochen, AuszeichnungChartplatzierungen (Jahr, Titel, Interpretation, Platzierungen, Wochen, Auszeichnungen, Anmerkungen) | Höchstplatzierung, Gesamtwochen, AuszeichnungChartplatzierungen (Jahr, Titel, Interpretation, Platzierungen, Wochen, Auszeichnungen, Anmerkungen) | Höchstplatzierung, Gesamtwochen, AuszeichnungChartplatzierungen (Jahr, Titel, Interpretation, Platzierungen, Wochen, Auszeichnungen, Anmerkungen) | Anmerkungen                                                  |
| Jahr | Titel Interpretation                                               | DE | AT | CH | UK | Anmerkungen                                                  |
| --- | ------------------------------------------------------------------ | --- | --- | --- | --- | ------------------------------------------------------------ |
| 1994 | An Angel A The Kelly Family                                        | DE2 ×3Dreifachgold · (27 Wo.)DE | AT1 Platin · (20 Wo.)AT | CH2 (23 Wo.)CH | UK69 (1 Wo.)UK | Erstveröffentlichung: 28. Juni 1994 Verkäufe: + 950.000      |
| 1995 | Why Why Why A The Kelly Family                                     | DE26 (12 Wo.)DE | AT16 (8 Wo.)AT | CH34 (3 Wo.)CH | — | Erstveröffentlichung: 6. Februar 1995                        |
| 1995 | Roses of Red A The Kelly Family                                    | DE15 (21 Wo.)DE | — | CH21 (11 Wo.)CH | — | Erstveröffentlichung: 22. Mai 1995                           |
| 1995 | First Time A The Kelly Family                                      | DE19 (18 Wo.)DE | AT16 (12 Wo.)AT | CH19 (10 Wo.)CH | — | Erstveröffentlichung: 2. Oktober 1995                        |
| 1996 | I Can’t Help Myself (I Love You, I Want You) A, P The Kelly Family | DE1 Platin · (25 Wo.)DE | AT2 Gold · (20 Wo.)AT | CH1 Gold · (24 Wo.)CH | — | Erstveröffentlichung: 18. Juli 1996 Verkäufe: + 600.000      |
| 1996 | Every Baby A, P The Kelly Family                                   | DE13 (11 Wo.)DE | AT9 (11 Wo.)AT | CH5 (8 Wo.)CH | — | Erstveröffentlichung: 22. November 1996                      |
| 1996 | Gott deine Kinder P The Kelly Family                               | DE26 (7 Wo.)DE | AT19 (7 Wo.)AT | CH14 (6 Wo.)CH | — | Erstveröffentlichung: 26. November 1996                      |
| 1997 | Fell In Love with an Alien A, P The Kelly Family                   | DE15 (12 Wo.)DE | AT15 (11 Wo.)AT | CH14 (6 Wo.)CH | — | Erstveröffentlichung: 13. Februar 1997                       |
| 1997 | Nanana A, P The Kelly Family                                       | DE17 (7 Wo.)DE | AT23 (7 Wo.)AT | CH6 (6 Wo.)CH | — | Erstveröffentlichung: 23. Mai 1997 Neuauflage: 10. März 2017 |
| 1997 | When the Boys Come into Town A, P The Kelly Family                 | DE37 (9 Wo.)DE | AT29 (5 Wo.)AT | CH32 (3 Wo.)CH | — | Erstveröffentlichung: 7. Juli 1997                           |
| 1997 | Because It’s Love A, P The Kelly Family                            | DE3 (10 Wo.)DE | AT2 (11 Wo.)AT | CH2 (11 Wo.)CH | — | Erstveröffentlichung: 29. August 1997                        |
| 1998 | One More Song A, P The Kelly Family                                | DE19 (8 Wo.)DE | AT23 (6 Wo.)AT | CH32 (3 Wo.)CH | — | Erstveröffentlichung: 29. Januar 1998                        |
| 1998 | I Will Be Your Bride A, P The Kelly Family                         | DE14 (7 Wo.)DE | AT14 (6 Wo.)AT | CH19 (5 Wo.)CH | — | Erstveröffentlichung: 28. September 1998                     |
| 1999 | Oh, It Hurts A, P The Kelly Family                                 | DE57 (2 Wo.)DE | — | — | — | Erstveröffentlichung: 1. Februar 1999                        |
| 1999 | The Children of Kosovo A, P The Kelly Family                       | DE8 (8 Wo.)DE | AT35 (2 Wo.)AT | CH13 (7 Wo.)CH | — | Erstveröffentlichung: 7. Juni 1999                           |
| 1999 | Saban’s Mystic Knights of Tir Na Nog A, P The Kelly Family         | DE27 (6 Wo.)DE | — | CH47 (1 Wo.)CH | — | Erstveröffentlichung: 4. Oktober 1999                        |
| 1999 | Mama A, P The Kelly Family                                         | DE14 (7 Wo.)DE | AT40 (1 Wo.)AT | CH86 (1 Wo.)CH | — | Erstveröffentlichung: 8. November 1999                       |
| 2000 | I Wanna Kiss You A, P The Kelly Family                             | DE44 (3 Wo.)DE | — | CH79 (1 Wo.)CH | — | Erstveröffentlichung: 28. Februar 2000                       |
| 2002 | I Wanna Be Loved A, P The Kelly Family                             | DE31 (4 Wo.)DE | — | — | — | Erstveröffentlichung: 26. Februar 2002                       |
| 2002 | What’s a Matter You People A, P The Kelly Family                   | DE23 (4 Wo.)DE | — | — | — | Erstveröffentlichung: 13. Mai 2002                           |
| 2002 | Mrs. Speechless A, P The Kelly Family                              | DE31 (3 Wo.)DE | — | — | — | Erstveröffentlichung: 25. November 2002                      |
| 2004 | Flip a Coin A, P The Kelly Family                                  | DE24 (9 Wo.)DE | AT52 (7 Wo.)AT | — | — | Erstveröffentlichung: 25. Januar 2004                        |
| 2004 | Blood A, P The Kelly Family                                        | DE24 (4 Wo.)DE | AT59 (3 Wo.)AT | — | — | Erstveröffentlichung: 16. Mai 2004                           |
| 2004 | Streets of Love A, P The Kelly Family                              | DE52 (3 Wo.)DE | AT72 (2 Wo.)AT | — | — | Erstveröffentlichung: 12. September 2004                     |
| 2021 | Where Are You Now A Lost Frequencies feat. Calum Scott             | DE5 ×2Doppelplatin · (91 Wo.)DE | AT3 ×4Vierfachplatin · (90 Wo.)AT | CH2 ×5Fünffachplatin · (121 Wo.)CH | UK3 ×2Doppelplatin · (50 Wo.)UK | Erstveröffentlichung: 30. Juli 2021 Verkäufe: + 5.103.333    |
| 2021 | One More Happy Christmas A The Kelly Family                        | DE35 (1 Wo.)DE | — | — | — | Erstveröffentlichung: 26. November 2021                      |
| Folgende Lieder erschienen nicht als Single, wurden aber durch das Album zum Download und Streaming bereitgestellt und konnten somit eine Platzierung erlangen: |                                                                    | | | | |                                                              |
| |                                                                    | | | | |                                                              |
| 2017 | Shake Away A Gentleman                                             | — | — | CH71 (1 Wo.)CH | — | Charteinstieg: 25. Juni 2017                                 |

## Promoveröffentlichungen
| Jahr | Titel Album   | Anmerkungen                                                                 |
| ---- | ------------- | --------------------------------------------------------------------------- |
| 2011 | Unknown You – | Erstveröffentlichung: 2011 kostenloser Download auf Kellys Internetauftritt |

Promo-Singles

| Jahr | Titel Album                                                                                              | Höchstplatzierung, Gesamtwochen, AuszeichnungChartplatzierungen (Jahr, Titel, Album, Platzierungen, Wochen, Auszeichnungen, Anmerkungen) | Höchstplatzierung, Gesamtwochen, AuszeichnungChartplatzierungen (Jahr, Titel, Album, Platzierungen, Wochen, Auszeichnungen, Anmerkungen) | Höchstplatzierung, Gesamtwochen, AuszeichnungChartplatzierungen (Jahr, Titel, Album, Platzierungen, Wochen, Auszeichnungen, Anmerkungen) | Höchstplatzierung, Gesamtwochen, AuszeichnungChartplatzierungen (Jahr, Titel, Album, Platzierungen, Wochen, Auszeichnungen, Anmerkungen) | Anmerkungen                                                              |
| Jahr | Titel Album                                                                                              | DE | AT | CH | UK | Anmerkungen                                                              |
| ---- | --- | --- | --- | --- | --- | ------------------------------------------------------------------------ |
| 2017 | iD | DE57 Platin · (8 Wo.)DE | AT— GoldAT | CH60 (3 Wo.)CH | — | Erstveröffentlichung: 14. Juli 2017 Verkäufe: + 415.000; feat. Gentleman |
| 2018 | Roundabouts iD (Extended Version)                                                                        | — | — | CH47 (1 Wo.)CH | — | Erstveröffentlichung: 2. April 2018                                      |
| 2020 | When She Dances (Wenn sie tanzt) Sing meinen Song – Das Tauschkonzert, Vol. 7 (Deluxe Edition) (Sampler) | — | — | — | — | Erstveröffentlichung: 6. Mai 2020 Original: Max Giesinger                |
| 2020 | Die in Your Arms Sing meinen Song – Das Tauschkonzert, Vol. 7 (Sampler)                                  | — | — | — | — | Erstveröffentlichung: 13. Mai 2020 Original: Nico Santos                 |
| 2020 | Love Goes On Sing meinen Song – Das Tauschkonzert, Vol. 7 (Sampler)                                      | — | — | — | — | Erstveröffentlichung: 19. Mai 2020 Original: The Common Linnets          |

## Sonderveröffentlichungen

### Alben
| Jahr | Titel Musiklabel                                                                 | Anmerkungen                                            |
| ---- | -------------------------------------------------------------------------------- | ------------------------------------------------------ |
| 2025 | Michael Patrick Kelly bei Sing meinen Song, Vol. 12 Music for Millions (Tonpool) | Erstveröffentlichung: 16. Mai 2025 Mini-TV-Kompilation |

### Lieder
| Jahr | Titel Album                            | Anmerkungen                                                                    |
| ---- | -------------------------------------- | ------------------------------------------------------------------------------ |
| 2006 | Going Home Contraire de la chanson     | Erstveröffentlichung: 12. Oktober 2006 Marco Minnemann feat. Paddy Kelly       |
| 2006 | Lost and Found Contraire de la chanson | Erstveröffentlichung: 12. Oktober 2006 Marco Minnemann feat. Paddy Kelly       |
| 2023 | Best Friends Forever Electric Horsemen | Erstveröffentlichung: 5. Mai 2023 The BossHoss feat. Michael Patrick Kelly     |
| 2025 | Callin’ the Other Side Letzte Worte    | Erstveröffentlichung: 24. Januar 2025 Moses Pelham feat. Michael Patrick Kelly |

| Jahr | Titel Album                                                                          | Anmerkungen |
| ---- | ------------------------------------------------------------------------------------ | --- |
| 2015 | Hope Gregor Meyle präsentiert Meylensteine                                           | Erstveröffentlichung: 12. Juni 2015 mit Gregor Meyle; Original: Paddy Kelly                                                      |
| 2016 | Lovehurricane Dein Song 2016                                                         | Erstveröffentlichung: 18. März 2016 mit Ben Schafmeister                                                                         |
| 2017 | Flüsterton Sing meinen Song – Das Tauschkonzert, Vol. 4                              | Erstveröffentlichung: 9. Juni 2017 Original: Mark Forster                                                                        |
| 2017 | Führ mich ans Licht Sing meinen Song – Das Tauschkonzert, Vol. 4                     | Erstveröffentlichung: 9. Juni 2017 Original: Xavier Naidoo                                                                       |
| 2017 | Krieger des Lichts Sing meinen Song – Das Tauschkonzert, Vol. 4                      | Erstveröffentlichung: 9. Juni 2017 Original: Silbermond                                                                          |
| 2017 | Memories Sing meinen Song – Das Tauschkonzert, Vol. 4                                | Erstveröffentlichung: 9. Juni 2017 Original: Gentleman                                                                           |
| 2017 | Stallion Battalion Sing meinen Song – Das Tauschkonzert, Vol. 4                      | Erstveröffentlichung: 9. Juni 2017 Original: The BossHoss                                                                        |
| 2017 | Traffic Lights Sing meinen Song – Das Tauschkonzert, Vol. 4                          | Erstveröffentlichung: 9. Juni 2017 Original: Lena Meyer-Landrut                                                                  |
| 2017 | Forever Young Sing meinen Song – Das Weihnachtskonzert, Vol. 4                       | Erstveröffentlichung: 28. November 2017 Original: Bob Dylan                                                                      |
| 2017 | Wir sind eins (sagt ihr) Sing meinen Song – Das Weihnachtskonzert, Vol. 4            | Erstveröffentlichung: 28. November 2017 mit Moses Pelham; Original: Moses Pelham                                                 |
| 2019 | Heimat Sing meinen Song – Das Tauschkonzert, Vol. 6                                  | Erstveröffentlichung: 24. Mai 2019 Original: Johannes Oerding                                                                    |
| 2019 | Ich will noch nicht nach Hause Sing meinen Song – Das Tauschkonzert, Vol. 6          | Erstveröffentlichung: 24. Mai 2019 Original: Johannes Oerding                                                                    |
| 2019 | Ich tanze leise Sing meinen Song – Das Tauschkonzert, Vol. 6                         | Erstveröffentlichung: 24. Mai 2019 Original: Wincent Weiss                                                                       |
| 2019 | La cintura Sing meinen Song – Das Tauschkonzert, Vol. 6                              | Erstveröffentlichung: 24. Mai 2019 Original: Álvaro Soler                                                                        |
| 2019 | Run with Me Sing meinen Song – Das Tauschkonzert, Vol. 6                             | Erstveröffentlichung: 24. Mai 2019 Original: Jeanette Biedermann                                                                 |
| 2019 | Unbroken Sing meinen Song – Das Tauschkonzert, Vol. 6                                | Erstveröffentlichung: 24. Mai 2019 Original: Beyond the Black                                                                    |
| 2019 | Way Up High Sing meinen Song – Das Tauschkonzert, Vol. 6                             | Erstveröffentlichung: 24. Mai 2019 Original: Milow                                                                               |
| 2019 | Hope (Hoffnung) Sing meinen Song – Die Weihnachtsparty, Vol. 6                       | Erstveröffentlichung: 26. November 2019 mit Johannes Oerding; Original: Paddy Kelly                                              |
| 2019 | Ich will noch nicht nach Hause Sing meinen Song – Die Weihnachtsparty, Vol. 6        | Erstveröffentlichung: 26. November 2019 mit J. Biedermann, J. Haben, J. Oerding, Á. Soler & W. Weiss; Original: Johannes Oerding |
| 2019 | If I Should Fall Behind Sing meinen Song – Die Weihnachtsparty, Vol. 6               | Erstveröffentlichung: 26. November 2019 Original: Bruce Springsteen                                                              |
| 2020 | Die in Your Arms Sing meinen Song – Das Tauschkonzert, Vol. 7                        | Erstveröffentlichung: 22. Mai 2020 Original: Nico Santos                                                                         |
| 2020 | Embryo Sing meinen Song – Das Tauschkonzert, Vol. 7 (Deluxe Edition)                 | Erstveröffentlichung: 22. Mai 2020 Original: MoTrip                                                                              |
| 2020 | Fire and Water Sing meinen Song – Das Tauschkonzert, Vol. 7 (Deluxe Edition)         | Erstveröffentlichung: 22. Mai 2020 Original: Selig                                                                               |
| 2020 | Friends R Family Sing meinen Song – Das Tauschkonzert, Vol. 7 (Deluxe Edition)       | Erstveröffentlichung: 22. Mai 2020 mit LEA                                                                                       |
| 2020 | Love Goes On Sing meinen Song – Das Tauschkonzert, Vol. 7                            | Erstveröffentlichung: 22. Mai 2020 Original: The Common Linnets                                                                  |
| 2020 | Love Goes On Sing meinen Song – Das Tauschkonzert, Vol. 7 (Deluxe Edition)           | Erstveröffentlichung: 22. Mai 2020 mit Ilse DeLange; Original: The Common Linnets                                                |
| 2020 | When She Dances Sing meinen Song – Das Tauschkonzert, Vol. 7 (Deluxe Edition)        | Erstveröffentlichung: 22. Mai 2020 Original: Max Giesinger – Wenn sie tanzt                                                      |
| 2020 | Zwischen meinen Zeilen Sing meinen Song – Das Tauschkonzert, Vol. 7 (Deluxe Edition) | Erstveröffentlichung: 22. Mai 2020 Original: LEA                                                                                 |
| 2025 | Blurry Eyes Sing meinen Song – Das Tauschkonzert, Vol. 12                            | Erstveröffentlichung: 16. Mai 2025 mit ClockClock                                                                                |
| 2025 | Borderline Sing meinen Song – Das Tauschkonzert, Vol. 12 (Deluxe Edition)            | Erstveröffentlichung: 16. Mai 2025 Original: Madeline Juno                                                                       |
| 2025 | Fender Freestyle Sing meinen Song – Das Tauschkonzert, Vol. 12 (Deluxe Edition)      | Erstveröffentlichung: 16. Mai 2025 Original: ClockClock                                                                          |
| 2025 | Jump Sing meinen Song – Das Tauschkonzert, Vol. 12                                   | Erstveröffentlichung: 16. Mai 2025 Original: MiA. – Kopfüber                                                                     |
| 2025 | Leuchtturm Sing meinen Song – Das Tauschkonzert, Vol. 12 (Deluxe Edition)            | Erstveröffentlichung: 16. Mai 2025 Original: Finch                                                                               |
| 2025 | MfG Sing meinen Song – Das Tauschkonzert, Vol. 12                                    | Erstveröffentlichung: 16. Mai 2025 Original: Die Fantastischen Vier                                                              |
| 2025 | Wonders Sing meinen Song – Das Tauschkonzert, Vol. 12 (Deluxe Edition)               | Erstveröffentlichung: 16. Mai 2025 mit Madeline Juno                                                                             |
| 2025 | Yipi Sing meinen Song – Das Tauschkonzert, Vol. 12                                   | Erstveröffentlichung: 16. Mai 2025 Original: Bosse                                                                               |

### Videoalben
| Jahr | Titel Musiklabel                           | Anmerkungen                                                                         |
| ---- | ------------------------------------------ | ----------------------------------------------------------------------------------- |
| 2015 | Human (Re-Edition) Columbia Records (Sony) | Erstveröffentlichung: 4. Dezember 2015 CD + DVD; Verkäufe werden Human hinzuaddiert |
| 2018 | iD Live (Digipack) Columbia Records (Sony) | Erstveröffentlichung: 26. Oktober 2018 CD + DVD; Verkäufe werden iD hinzuaddiert    |

## Statistik

### Chartauswertung
|                     | DE    | AT    | CH    | UK    |
| ------------------- | ----- | ----- | ----- | ----- |
| Nummer-eins-Alben   | DE—DE | AT—AT | CH—CH | UK—UK |
| Top-10-Alben        | DE3DE | AT2AT | CH3CH | UK—UK |
| Alben in den Charts | DE5DE | AT5AT | CH4CH | UK—UK |

|                       | DE    | AT    | CH    | UK    |
| --------------------- | ----- | ----- | ----- | ----- |
| Nummer-eins-Singles   | DE—DE | AT—AT | CH—CH | UK—UK |
| Top-10-Singles        | DE—DE | AT—AT | CH—CH | UK—UK |
| Singles in den Charts | DE6DE | AT4AT | CH6CH | UK—UK |

Neben den aufgeführten Autorenbeteiligungen und Produktionen schreibt und produziert Kelly auch die meisten seiner Soloveröffentlichungen selbst, lediglich an seiner Promo-Single Shake Away tritt er nur als Autor und nicht als Produzent in Erscheinung.
|                       | DE     | AT     | CH     | UK    |
| --------------------- | ------ | ------ | ------ | ----- |
| Nummer-eins-Singles   | DE1DE  | AT1AT  | CH1CH  | UK—UK |
| Top-10-Singles        | DE5DE  | AT5AT  | CH6CH  | UK1UK |
| Singles in den Charts | DE29DE | AT20AT | CH23CH | UK2UK |

|                       | DE     | AT     | CH     | UK    |
| --------------------- | ------ | ------ | ------ | ----- |
| Nummer-eins-Singles   | DE1DE  | AT—AT  | CH1CH  | UK—UK |
| Top-10-Singles        | DE3DE  | AT3AT  | CH4CH  | UK—UK |
| Singles in den Charts | DE23DE | AT16AT | CH16CH | UK1UK |

### Auszeichnungen für Musikverkäufe
| Goldene Schallplatte - Japan - 1994: für die Autorenbeteiligung An Angel - Mexiko - 2023: für die Autorenbeteiligung Where Are You Now - Polen - 1999: für die Autorenbeteiligung/Produktion I Can’t Help Myself - Ungarn - 2022: für das Album B.O.A.T.S - Vereinigte Staaten - 2022: für die Autorenbeteiligung Where Are You Now Platin-Schallplatte - Neuseeland - 2022: für die Autorenbeteiligung Where Are You Now - Polen - 2021: für die Autorenbeteiligung An Angel - 2023: für das Album B.O.A.T.S - 2023: für die Single Wonders - 2024: für die Single Throwback - Südafrika - 2021: für die Single Where Are You Now 2× Platin-Schallplatte - Dänemark - 2022: für die Autorenbeteiligung Where Are You Now - Griechenland - 2023: für die Autorenbeteiligung Where Are You Now - Italien - 2023: für die Autorenbeteiligung Where Are You Now - Norwegen - 1996: für die Autorenbeteiligung/Produktion I Can’t Help Myself - Polen - 2021: für die Single Beautiful Madness - Spanien - 2024: für die Autorenbeteiligung Where Are You Now | 3× Platin-Schallplatte - Belgien - 2023: für die Autorenbeteiligung Where Are You Now - Polen - 2023: für die Autorenbeteiligung Where Are You Now - Portugal - 2023: für die Autorenbeteiligung Where Are You Now - Schweden - 2022: für die Autorenbeteiligung Where Are You Now 5× Platin-Schallplatte - Australien - 2023: für die Autorenbeteiligung Where Are You Now - Kanada - 2023: für die Autorenbeteiligung Where Are You Now Diamantene Schallplatte - Brasilien - 2023: für die Autorenbeteiligung Where Are You Now - Frankreich - 2022: für die Autorenbeteiligung Where Are You Now |

Anmerkung: Auszeichnungen in Ländern aus den Charttabellen bzw. Chartboxen sind in ebendiesen zu finden.
| Land/RegionAuszeichnungen für Musikverkäufe (Land/Region, Auszeichnungen, Verkäufe, Quellen) | Gold       | Platin       | Diamant     | Verkäufe  | Quellen                                                    |
| -------------------------------------------------------------------------------------------- | ---------- | ------------ | ----------- | --------- | ---------------------------------------------------------- |
| Australien (ARIA)                                                                            | —          | 5× Platin5   | —           | 350.000   | aria.com.au                                                |
| Belgien (BRMA)                                                                               | —          | 3× Platin3   | —           | 60.000    | ultratop.be                                                |
| Brasilien (PMB)                                                                              | —          | —            | Diamant1    | 160.000   | pro-musicabr.org.br                                        |
| Dänemark (IFPI)                                                                              | —          | 2× Platin2   | —           | 180.000   | ifpi.dk                                                    |
| Deutschland (BVMI)                                                                           | 4× Gold4   | 6× Platin6   | —           | 3.100.000 | musikindustrie.de                                          |
| Frankreich (SNEP)                                                                            | —          | —            | Diamant1    | 333.333   | snepmusique.com                                            |
| Griechenland (IFPI)                                                                          | —          | 2× Platin2   | —           | 40.000    | Einzelnachweise                                            |
| Italien (FIMI)                                                                               | —          | 2× Platin2   | —           | 200.000   | fimi.it                                                    |
| Japan (RIAJ)                                                                                 | Gold1      | —            | —           | 50.000    | Einzelnachweise                                            |
| Kanada (MC)                                                                                  | —          | 5× Platin5   | —           | 400.000   | musiccanada.com                                            |
| Mexiko (AMPROFON)                                                                            | Gold1      | —            | —           | 70.000    | amprofon.com.mx                                            |
| Neuseeland (RMNZ)                                                                            | —          | Platin1      | —           | 30.000    | aotearoamusiccharts.co.nz                                  |
| Norwegen (IFPI)                                                                              | —          | 2× Platin2   | —           | 40.000    | ifpi.no (Memento vom 5. November 2012 im Internet Archive) |
| Österreich (IFPI)                                                                            | 3× Gold3   | 7× Platin7   | —           | 285.000   | ifpi.at                                                    |
| Polen (ZPAV)                                                                                 | Gold1      | 9× Platin9   | —           | 370.000   | olis.pl                                                    |
| Portugal (AFP)                                                                               | —          | 3× Platin3   | —           | 30.000    | Einzelnachweise                                            |
| Schweden (IFPI)                                                                              | —          | 3× Platin3   | —           | 240.000   | sverigetopplistan.se                                       |
| Schweiz (IFPI)                                                                               | 4× Gold4   | 8× Platin8   | —           | 215.000   | hitparade.ch musikwoche.de                                 |
| Spanien (Promusicae)                                                                         | —          | 2× Platin2   | —           | 120.000   | elportaldemusica.es                                        |
| Südafrika (RISA)                                                                             | —          | Platin1      | —           | 20.000    | Einzelnachweise                                            |
| Ungarn (MAHASZ)                                                                              | Gold1      | —            | —           | 2.000     | slagerlistak.hu                                            |
| Vereinigte Staaten (RIAA)                                                                    | Gold1      | —            | —           | 500.000   | riaa.com                                                   |
| Vereinigtes Königreich (BPI)                                                                 | —          | 2× Platin2   | —           | 1.200.000 | bpi.co.uk                                                  |
| Insgesamt                                                                                    | 15× Gold15 | 63× Platin63 | 2× Diamant2 |           |                                                            |